# WCW Saturday Night
Pour les articles homonymes, voir Saturday Night.
WCW Saturday Night était le show hebdomadaire télévisé du samedi soir produit par la World Championship Wrestling et diffusé sur TBS aux États-Unis.
La Georgia Championship Wrestling et World Championship Wrestling étaient enregistrées à Atlanta, Géorgie, aux studios WTBS' sur le 1050 Techwood Drive jusqu'en 1989, quand le lieu d'enregistrement était changé pour le Center Stage Theater d'Atlanta.

## Histoire
WCW Saturday Night débutait en 1992 comme le show primaire de la fédération. Il est issu de deux anciens programmes sur TBS - Georgia Championship Wrestling, qui débutait sur la chaîne (alors connue WTCG-TV) en janvier 1972 pour aller jusqu'en août 1982, quand elle devenait la World Championship Wrestling. En plus, il y avait un autre show de la World Championship Wrestling le dimanche; mais dans les dernières années de la fédération, les éditions devenaient de moins en moins fréquentes. Au printemps 1988, TBS remplaçait World Championship Wrestling: Sunday Edition par un nouveau show dominical appelé NWA Main Event.

### Black Saturday
Le 14 juillet 1984 (a.k.a. Black Saturday), Vince McMahon a racheté la fédération de Géorgie, seulement pour la revendre à la Jim Crockett Promotions (JCP) en 1985. La JCP choisissait de renommer le show World Championship Wrestling. Le nom de l'émission devenait aussi celui de la fédération après le rachat de la JCP par Ted Turner en 1988.

### Éditions en direct
Les éditions de WCW Saturday Night étaient habituellement filmés largement en avance, avec l'exception de trois éditions en direct.
WCW Saturday Night a diffusé donc seulement trois shows en direct dans son histoire. Le premier le 10 juillet 1994. Sting catchait Ric Flair selon les votes des fans. Hulk Hogan faisait sa première apparition, lui et Sting étaient attaqués par Sherri Martel alors déguisée.
Le second s'est déroulé en plein air à Charlotte, Caroline du Nord, le 27 mai 1995. Il commençait à pleuvoir pendant le show, le ring devenait impraticable.
Le troisième et dernier show en live s'est lui déroulé le 10 août 1996, au Sturgis Motorcycle Rally de Sturgis au Dakota du Sud. La représentation a eu lieu juste avant le pay-per-view Hog Wild, qui se déroulait un samedi soir au lieu d'habituellement un dimanche soir. De plus, WCW Saturday Night était utilisé pour amener au pay-per-view, un peu comme WCW Main Event qui était utilisé de la même façon pour les PPV du dimanche soir jusqu'en 1996.

### Déclin
Quand la WCW lançait un nouveau programme en direct Monday Nitro et plus tard Thunder, Saturday Night devenait le troisième show de la WCW (comme le Sunday Night Heat de la WWE). Le show était désormais utilisé pour introduire des nouveaux catcheurs issus notamment de l'école de catch de la WCW, le Power Plant (avec l'occasionnel squash match) mais aussi récapituler les évènements majeurs des shows principaux. Le main-event comprenait souvent des matchs avec le Cruiserweight Champion, World Television Champion, ou U.S. Heavyweight Champion dans des matchs ne comptant pas pour le titre.
La nWo (New World Order) a eu le droit à sa propre version de WCW Saturday Night fin 1996, qui était appelée nWo Saturday Night.

#### La fin
En juillet 2000, le nom du show changeait pour WCW Saturday Morning, ce qui coïncidait avec le changement d'horaire et nouveau format: plutôt que de comprendre de nouveaux matchs, Saturday Morning récapitulait juste le Monday Nitro et Thunder de la semaine. Le 24 juin, 2000, WCW Saturday Night était diffusé pour la dernière fois. Le 19 août 2000, la dernière édition de Saturday Morning était diffusée.

## Commentateurs
Au début, l'émission était commentée par Jim Ross et Jesse Ventura. Quelques années plus tard, Tony Schiavone, Bobby Heenan, Larry Zbyszko, Dusty Rhodes, Scott Hudson, Mike Tenay, et Lee Marshall auront été les commentateurs ou interviewers.

## Diffusion
WCW Saturday Night était normalement diffusé pendant deux heures. Cependant lors de la saison de baseball, il était diffusé une heure, pour être immédiatement suivit d'un match des Atlanta Braves.

## Liens
- « WCW Saturday Night » (présentation de l'œuvre), sur l'Internet Movie Database
- Résultats de WCW Saturday Night (1997-2000)
- Televised Wrestling History Timeline
- Liste des matchs sur K & D's
  - WCW Saturday Night 1992 sur TBS
  - WCW Saturday Night 1993 sur TBS
  - WCW Saturday Night 1994 sur TBS
  - WCW Saturday Night 1995 sur TBS
  - WCW Saturday Night 1996 sur TBS
  - WCW Saturday Night 1997 sur TBS
  - WCW Saturday Night 1998 sur TBS
  - WCW Saturday Night 1999 sur TBS
  - WCW Saturday Night 2000 sur TBS